# Leymah Gbowee
Leymah Roberta Gbowee (ur. 1 lutego 1972 w Monrovii) – afrykańska działaczka społeczna z Liberii, organizatorka kobiecego ruchu chrześcijanek i muzułmanek pod nazwą Masowa Akcja Kobiet Liberii na rzecz Pokoju (Women of Liberia Mass Action for Peace), który położył kres wojnie domowej w Liberii w 2003 roku i doprowadził do wyboru Ellen Johnson-Sirleaf na prezydenta Liberii w roku 2005 (jako pierwszej w Afryce kobiety-głowy państwa). W 2011 roku Gbowee, wraz z Ellen Johnson-Sirleaf i Tawakel Karman z Jemenu, została laureatką Pokojowej Nagrody Nobla za walkę bez przemocy o bezpieczeństwo kobiet i prawo kobiet do pełnego uczestnictwa w procesie budowania pokoju.

## Życiorys
Wychowana na prowincji w środkowej Liberii, w wieku 17 lat Leymah Gbowee przeniosła się do Monrovii tuż przed wybuchem wojny domowej 1990 roku. Pomagała osobom z urazami psychicznymi i byłym dzieciom-żołnierzom. Z czasem została przedstawicielką grup kobiecych i jedną z liderek liberyjskiego ruchu na rzecz pokoju. Udało jej się zjednoczyć kobiety różnych wyznań: protestantki i muzułmanki. W 2002 roku zorganizowała w stolicy kraju demonstracje kobiet domagających się zakończenia wojny domowej, które przerodziły się w wielomiesięczny protest przeciw wojnie i przemocy. Ubrane na biało kobiety manifestowały tak długo, aż prezydent Charles Taylor zgodził się je przyjąć (kwiecień 2003) i niedługo potem doprowadziły do rozmów pokojowych i zawieszenia broni (pokój w Akrze, stolicy Ghany, zawarty w sierpniu 2003 roku).
W latach 2001–2005 Gbowee była krajową koordynatorką ruchu Women in Peacebuilding Program/West African Network for Peacebuilding (WIPNET/WANEP). Po upadku Taylora w 2004 roku uczestniczyła w pracach liberyjskiej Komisji na rzecz Prawdy i Pojednania. Popierała jak najszersze włączanie całego społeczeństwa, w tym organizacji zrzeszających kobiety, do odbudowy kraju. W roku 2007 objęła funkcję dyrektora wykonawczego panafrykańskiej organizacji kobiecej Women Peace and Security Network (WIPSEN-Africa).
Leymah Gbowee jest matką sześciorga dzieci, w tym jednego adoptowanego, laureatką licznych nagród za działalność na rzecz pokoju i praw kobiet w Afryce, bohaterką filmu dokumentalnego Pray the Devil Back to Hell (2008) oraz autorką książki Mighty Be Our Powers (2011).